# Sedição de 1830
A sedição de 1830  foi um movimento republicano ocorrido no Rio Grande do Sul em 1830. Organizado por João Manoel de Lima e Silva, comandante do 28.° Batalhão de Caçadores, soldados alemães do 28.°, entre eles Otto Heise, queriam proclamar a república e investir Samuel Gottfried Kerst como presidente da república. Os sediciosos foram logo presos. Teria tido a participação de Alexandre Luís de Queirós e Vasconcelos, que organizou uma revolta no interior. 
O inquérito da revolta não chegou a conclusão alguma, afora prender o major Otto Heise, dois capitães (Samuel Gottfried Kerst, do corpo de engenheiros, e Gaspar Eduardo Stepanousky, do corpo de cavalaria) e alguns civis da colônia, a maioria alemães e que mais tarde foram soltos.
Foi um dos precursores da Revolução Farroupilha.